# Блистерная упаковка

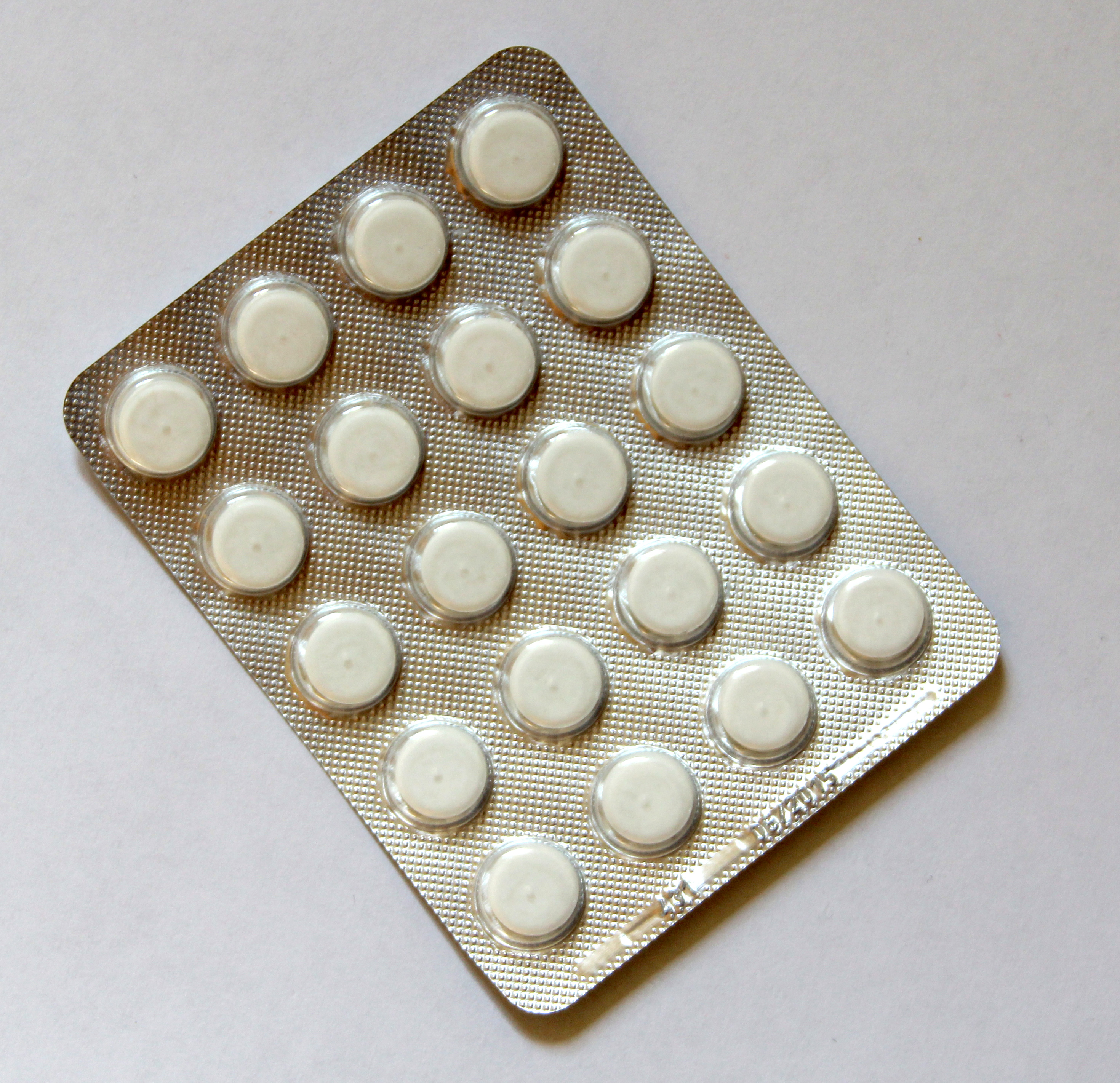
Таблетки в блистере

Блистерная упаковка (синоним — контурная ячейковая упаковка) —  тип пластиковой упаковки, состоящий из соединенных между собой подложки (из картона, фольги и др.) и полимерного колпака (блистера), содержащего в себе упакованный продукт.

## Описание
Блистерная упаковка представляет собой футляр из прозрачной пластиковой плёнки, формованной по размеру и форме упаковываемого предмета в виде маленьких карманов, и жёсткой полиграфической подложки (пластик может быть непрозрачным, а подложка изготовляться из металлической фольги).
Такая упаковка обладает необходимой жесткостью для защиты упакованного изделия, и, благодаря прозрачному с одной стороны слою, дает возможность потребителю ознакомиться с внешним видом изделия[уточнить]. Непрозрачный блистер часто защищает светочувствительные товары от ультрафиолетовых лучей.

## Применение
Блистерная упаковка занимает большую долю в упаковочном производстве (около 20 %). Наибольшее распространение она получила в фармацевтической промышленности — около 60 %, в пищевой данный тип упаковки встречается реже и занимают долю в районе 8—10 %.
Кроме того, такая упаковка используется для других небольших и легких товаров, например, косметики, канцелярских товаров, аксессуаров мобильных телефонов и т. д.
Широкое применение блистерная упаковка получила благодаря простой технологии производства, практичности, удобству и широким возможностям в дизайнерском оформлении.

## Единицы дозы лекарств
Блистерная упаковка обычно используется для единиц дозы лекарственных препаратов. Они могут обеспечить барьерную защиту в соответствии с требованиями срока годности. 
В США блистерные упаковки в основном используются для упаковки лекарственных препаратов врачами или для отпускаемых без рецепта продуктов в аптеке. В других частях мира блистерная упаковка является основным типом упаковки, поскольку выдача и переупаковка в аптеках не распространены.